# زيادة القوات في حرب العراق عام 2007

تطوير قوام القوات

في سياق حرب العراق، تشير الزيادة إلى قيام الرئيس الأمريكي جورج دبليو بوش عام 2007 بزيادة عدد القوات الأمريكية من أجل توفير الأمن لبغداد ومحافظة الأنبار.
تم تطوير الزيادة تحت عنوان العمل «الطريق الجديد إلى الأمام» وأعلنها بوش في يناير2007 خلال خطاب تلفزيوني. أمر بوش بنشر أكثر من 20.000جندي في العراق (خمسة ألوية إضافية)، وأرسل غالبيتهم إلى بغداد. كما مدد جولة معظم قوات الجيش في البلاد وبعض جنود المارينز المتواجدين بالفعل في الأنبار. ووصف الرئيس الهدف العام بأنه إقامة «عراق اتحادي ديمقراطي موحد يستطيع أن يحكم نفسه ويدافع عن نفسه ويحافظ على نفسه ويكون حليفًا في الحرب على الإرهاب». كان العنصر الرئيسي في الاستراتيجية تغييرًا في تركيز الجيش الأمريكي «لمساعدة العراقيين على تطهير وتأمين الأحياء، ومساعدتهم على حماية السكان المحليين، والمساعدة في ضمان أن القوات العراقية التي تُركت في الخلف قادرة على توفير الأمن».وذكر الرئيس أن الزيادة في القوات ستوفر بعد ذلك الوقت والظروف المواتية للمصالحة بين الطوائف.
تم البدء في مواجهة معارضة داخلية قوية وبعد هزيمة الجمهوريين في انتخابات التجديد النصفي لعام 2006، اعتُبرت زيادة القوات صعبة للغاية من الناحية السياسية.شرح أحد موظفي البيت الأبيض المنطق السياسي بإيجاز: «إذا كنت ستصبح دبًا، فكن أشيبًا». في وقت لاحق، جادل هيلاري كلينتون وباراك أوباما ومنتقدون آخرون لزيادة القوات بأنها كانت ناجحة. 

## المصطلح
عبارات «طريق جديد إلى الأمام»،  «الطريق الجديد إلى الأمام» و «طريق جديد للمضي قدما في العراق»  استخدمها السكرتير الصحفي للبيت الأبيض توني سنو  ووسائل الإعلام السابقة في خطاب الرئيس في 10 يناير 2007 الذي أعلن فيه تغيير السياسة.كما تشير الصحافة الأمريكية إلى الزيادة على أنها «زيادة» أو «زيادة في عدد القوات العراقية».بعد الخطاب، بدأ بعض الديمقراطيين في استخدام مصطلح «التصعيد» بدلاً من «زيادة عدد القوات»، على الرغم من أن آخرين في الحزب استخدموا المصطلحات بالتبادل.

## خلفية

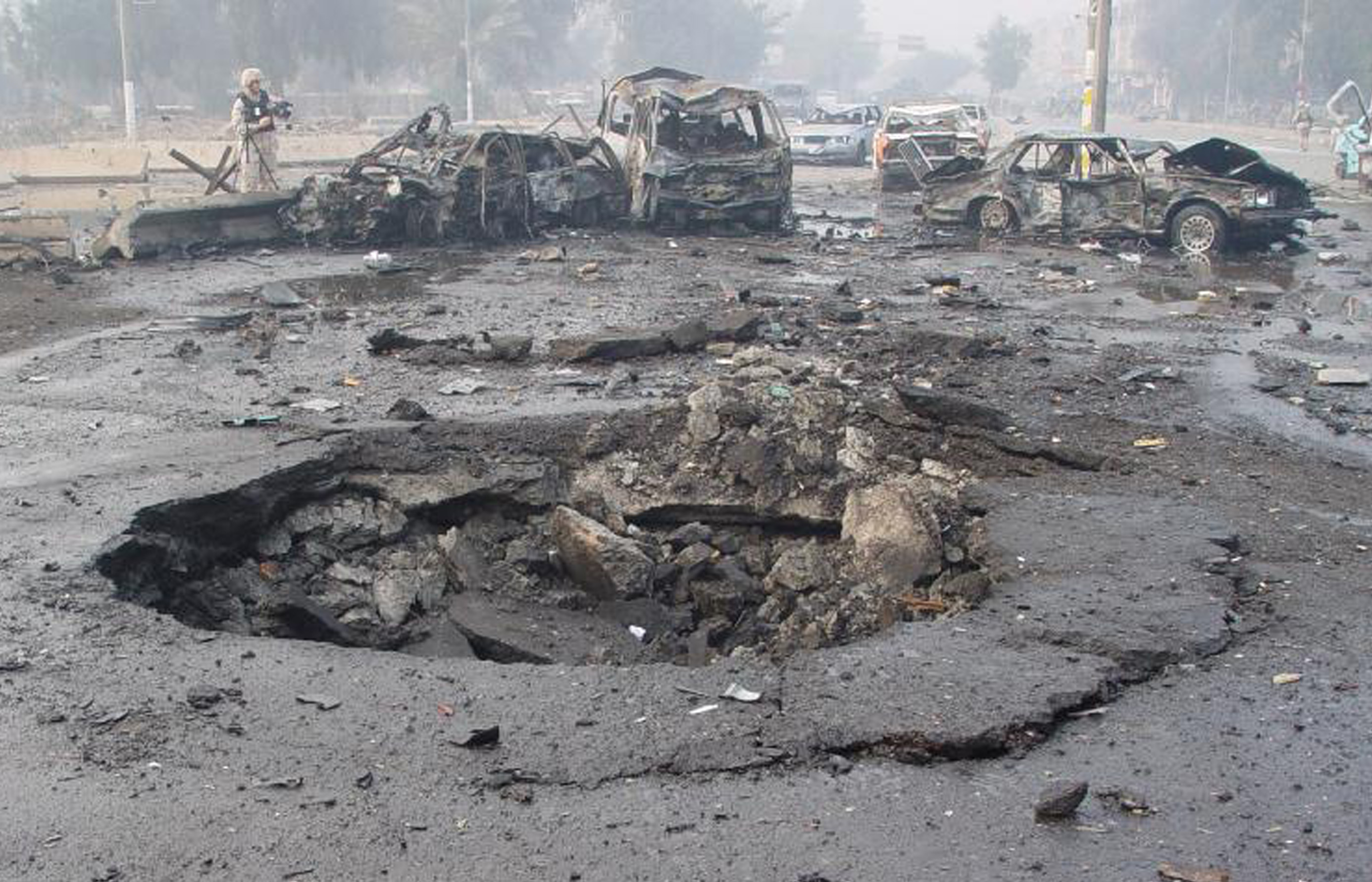
ديسمبر 2007 تفجير سيارة مفخخة في بغداد

### الطلب

#### انتخابات 2006
أظهرت استطلاعات الرأي أنه بعد الانتخابات العامة لعام 2006، «تتوقع غالبية كبيرة من الأمريكيين من الديمقراطيين تقليل أو إنهاء المشاركة العسكرية الأمريكية في العراق إذا [فازوا] بالسيطرة على الكونجرس». هذه النظرة إلى الانتخابات على أنها استفتاء على الحرب أيدتها الزعيمة الديمقراطية نانسي بيلوسي التي قالت في الأيام الأخيرة من الحملة: «هذه الانتخابات تتعلق بالعراق.إذا اتضح بالفعل بالطريقة التي يتوقعها الناس، فسيكون الشعب الأمريكي قد تحدث، وسيكونون قد رفضوا مسار العمل الذي يتبعه الرئيس». واعتبرت وسائل الإعلام انتصار الديمقراطيين في مجلسي الكونجرس الأمريكي بمثابة «عقاب للرئيس جورج دبليو بوش وجمهوريه على فضائح أخلاقية في واشنطن وحرب فاشلة في العراق».

#### الموقف الديمقراطي
بعد فوز حزبها، كتبت رئيسة مجلس النواب المنتخبة بيلوسي (التي ستوضح بعد شهر ازدرائها لـ «اقتراح زيادة القوات» ) مقالاً بعنوان «إنهاء الحرب هو أولويتي القصوى كمتحدثة».وأوضح المقال أنه بعد زيارة قدامى المحاربين الجرحى في حرب العراق في مركز بيثيسدا الطبي البحري، «غادرت هناك أكثر من أي وقت مضى ملتزمة بإنهاء الحرب.أخبرت زملائي أمس أن أكبر قضية أخلاقية تواجه بلدنا منذ ثلاث سنوات ونصف هي الحرب في العراق....عندما يجتمع مجلس النواب مرة أخرى في 4 كانون الثاني (يناير) 2007، سيتولى الديمقراطيون السلطة وسوف أتحمل المطرقة وأنا أعلم بالمسؤولية التي نتحملها تجاهك وتجاه البلد.سوف يلتزم الكونجرس الديمقراطي الجديد بأعلى المعايير الأخلاقية...[نحن] مستعدون للقيادة ومستعدون للحكم.سوف نحترم ثقة الشعب الأمريكي.لن نخيب أملك».

#### موقف جمهوري
في أعقاب انتخابات التجديد النصفي للولايات المتحدة لعام 2006 حيث فقد الجمهوريون السيطرة على مجلسي النواب والشيوخ، ترأس مؤتمر مؤسسة التراث من قبل النائب الجمهوري السوطي.روي بلانت (جمهوري-ميسوري) تحت عنوان «الطريق الجديد إلى الأمام: إعادة تركيز أجندة المحافظين» في 9 نوفمبر 2006 لتحليل «الانتكاسات» من نتائج الانتخابات.تحسر بلانت على حقيقة أن الجمهوريين «أصبحوا مدافعين وليسوا منافسين للعمل كالمعتاد».

وافتتح بلنت خطابه مدرجا التفسيرات التي كثيرا ما تم الإعراب عنها لهزيمة حزبه والتي تضمنت أن النتائج كانت في جزء منها «استفتاء على الحرب في العراق».ورفض الفكرة القائلة بأن أي سبب واحد يفسر الخسارة، قائلا «خسر مرشحون مختلفون لأسباب مختلفة».ورأى الجانب المشرق في الأحداث قائلا
النبأ السار هو أنه حتى مع أوجه القصور هذه، وانخفاض أعداد الموافقة الرئاسية، وعدم اليقين بشأن العراق، رأى مرشحونا، حتى مع حدوث كل هذه الأشياء، أن أفكارهم تترسخ في الأيام الأخيرة من حملاتهم الانتخابية.كان من الممكن أن يؤدي تغيير 78000 صوتًا في جميع أنحاء البلاد إلى تغيير النتيجة.لم يتم التغلب على أفكارنا؛ في الواقع، لقد فعلنا ذلك.
وأشاد بالنظام الدستوري قائلا إن الهزيمة تثبت
أنه لا يوجد طرف لديه مطالبة دائمة بالسلطة....وهذا يعني أن أي حركة سياسية قابلة للحياة، مثل حركتنا، لا يمكنها أبدًا أن تصبح راكدة أو راضية عن نفسها.يجب علينا تحديث أفكارنا باستمرار وتقييم أدائنا وإجراء التصحيحات عند الضرورة.هذه لحظة رائعة للقيام بكل هذه الأشياء الثلاثة.لجيل كامل، أظهر المحافظون في ريجان باستمرار قدرتهم على فعل ذلك بالضبط.لم يتجلى هذا في أي مكان أكثر من ردنا على تهديدات الشمولية الإسلامية والقتال مع أعدائنا الإرهابيين.
هو قال
بينما تتطلب تهديدات الشمولية الإسلامية في بعض الأحيان تكتيكات مختلفة، فإننا نقترب من تلك التحديات بنفس التصميم الذي سمح لنا بهزيمة الشيوعية.أنا مقتنع بأننا سننتصر في هذه المعركة لأن الشعب الأمريكي يدرك الحاجة إلى الفوز.يجب أن نستمر في قيادة المعركة ضد الاستبداد الإسلامي والحفاظ على الإرادة لكسب الحرب في العراق وأفغانستان....[في الحرب وفي القضايا الداخلية] يجب أن تتجنب خطتنا أخطاء السنوات العديدة الماضية....أنا واثق من أننا سنمضي قدما بنجاح.

### تطوير الإستراتيجية

#### توقعات سنتوريون
في كانون الثاني (يناير) 2005، طبقت جامعة الدفاع الوطني برنامج التحليل التنبئي «سنتوريون» على الانتخابات العراقية من أجل تحديد الفصائل التي ستدعم الانتخابات، ومن ستعارضها، وأيها ستبقى محايدة.تم تأكيد توقعات سنتوريون إلى حد كبير من خلال المسار الفعلي للأحداث.من بين أمور أخرى، توقع سنتوريون أن «زيادة القوة العسكرية للتحالف في العراق كان من شأنها تحسين مواقف أصحاب المصلحة العراقيين تجاه الانتخابات من خلال جعلهم يشعرون بمزيد من الأمان».أشارت عمليات المحاكاة إلى أن زيادة عدد القوات بنسبة 50٪ كانت مثالية، على الرغم من أن زيادة بنسبة 25٪ كانت كافية للحصول على دعم «العراقيين المحايدين».كما حددت أنه بسبب التصورات العراقية، فإن استخدام قوات حفظ السلام التابعة للأمم المتحدة بدلاً من القوات الأمريكية أو قوات التحالف يمكن أن يحقق نفس النتائج مع زيادة عدد القوات بشكل أقل.تم «إجراء هذه التحليلات وإطلاع كبار صانعي القرار الحكوميين عليها قبل الأحداث بوقت طويل».

#### تقرير مجموعة دراسة العراق
في 6 كانون الأول (ديسمبر) 2006، قدمت مجموعة دراسة العراق تقريرها، الذي أوصى بكل من المقاربات الخارجية والداخلية لتحقيق تقدم إيجابي في العراق.ومن بين المقاربات الأخرى، أشار التقرير إلى أنه «يتعين على الولايات المتحدة زيادة عدد الأفراد العسكريين الأمريكيين بشكل كبير، بما في ذلك القوات المقاتلة، المضمنة في وحدات الجيش العراقي ودعمها». ومع ذلك، لم يتم تضمين هذه اللغة على وجه التحديد في أي من توصيات التقرير البالغ عددها 79 توصية.أشار تقرير مجموعة خدمات المعلومات إلى احتمال زيادة القوات من 10,000 إلى 20,000 من أجل التدريب ولكن فقط حتى أوائل عام 2008.قال الرئيس المشارك جيمس بيكر إنه بما أن «الأحداث في العراق يمكن أن تتجاوز ما نوصي به...يعتقد [الأعضاء] أن القرارات يجب أن يتخذها قادتنا الوطنيون بشكل عاجل». وعند تلقي التقرير قال بوش للمجموعة «سنأخذ كل اقتراح على محمل الجد وسنتصرف في الوقت المناسب».
في وقت لاحق من اليوم، أخبر المتحدث باسم البيت الأبيض توني سنو مراسل سي إن إن لاري كينغ أن بوش كان يقارن توصيات «مجموعة دراسة العراق بالدراسات المعلقة من قبل هيئة الأركان المشتركة ومجلس الأمن القومي». بمجرد الانتهاء من المراجعة، اعتقد سنو أن الرئيس سيكون قادرًا على «إعلان طريق جديد للمضي قدمًا» في العراق بحلول نهاية العام.

#### وزارة الخارجية
في 11 كانون الأول (ديسمبر) 2006، التقى بوش مع كبار مستشاري وزارة الخارجية (بمن فيهم وزيرة الخارجية كوندوليزا رايس) «حول كيفية تشكيل السياسة الأمريكية في العراق كجزء من مهمة بوش للتوصل إلى إستراتيجية جديدة». وكرر عزمه على إيصال تلك الإستراتيجية إلى الأمة قبل عيد الميلاد عام 2006، وقال «ليس هناك شك في أنه يتعين علينا التأكد من أن وزارة الخارجية ووزارة الدفاع - يتم تنسيق الجهود والتوصيات عن كثب، بحيث عندما أنا أتحدث إلى الشعب الأمريكي، وسيعرفون أنني استمعت إلى جميع جوانب الحكومة وأن الطريق إلى الأمام هو الطريق إلى الأمام لتحقيق هدفنا: النجاح في العراق».

#### خبراء
في وقت لاحق في 11 كانون الأول (ديسمبر) 2006، التقى بوش «بمجموعة من الخبراء العراقيين، بمن فيهم مؤرخون وجنرالات سابقون، في المكتب البيضاوي». ذكرت صحيفة واشنطن بوست أنه من بين لجنة الخبراء جنرالات متقاعدون من فئة الأربع نجوم باري ماكافري ووين أ.داونينج وجون كين.جنبًا إلى جنب مع الأكاديميين ستيفن بيدل وإليوت كوهين، الذين انتقدوا توصيات مجموعة دراسة العراق. وتابعت الصحيفة أن «المجموعة اختلفت بشأن القضية الرئيسية المتعلقة بإرسال مزيد من القوات إلى العراق، مع الجنرال المتقاعد.قال جون إم كين إنه يمكن استخدام عدة آلاف من الجنود الإضافيين لتحسين الأمن في بغداد، وأعرب آخرون عن شكوكهم بشأن هذا الاقتراح». كما اقترحت المجموعة على بوش أن يغير أفراد فريقه للأمن القومي.أفاد أحد أعضاء اللجنة بأن «كلنا قلنا أنهم فشلوا، وأنك بحاجة إلى فريق جديد». وشكر الرئيس اللجنة وقال للصحفيين «إنني أقدر النصيحة التي تلقيتها من هؤلاء الأشخاص في الميدان.وهذه النصيحة...عنصر مهم في وضع طريق جديد للمضي قدمًا في العراق».
أجرى كبار خبراء مكافحة التمرد في وكالة المخابرات المركزية تقييمًا وجد أن وجود القوات الأمريكية كان مفتاح الاستقرار.وأضاف بريت ماكغورك أنه «عندما يكون لدينا وجود، نكون قادرين على المساعدة في حل النزاعات المحلية قبل أن يخرجوا عن السيطرة، والسلوك غير القانوني للشرطة من قبل القوات العراقية، وفي النهاية مساعدة العراقيين على تطوير أنماط تفاعلهم الخاصة.» 

#### هيئة الأركان المشتركة

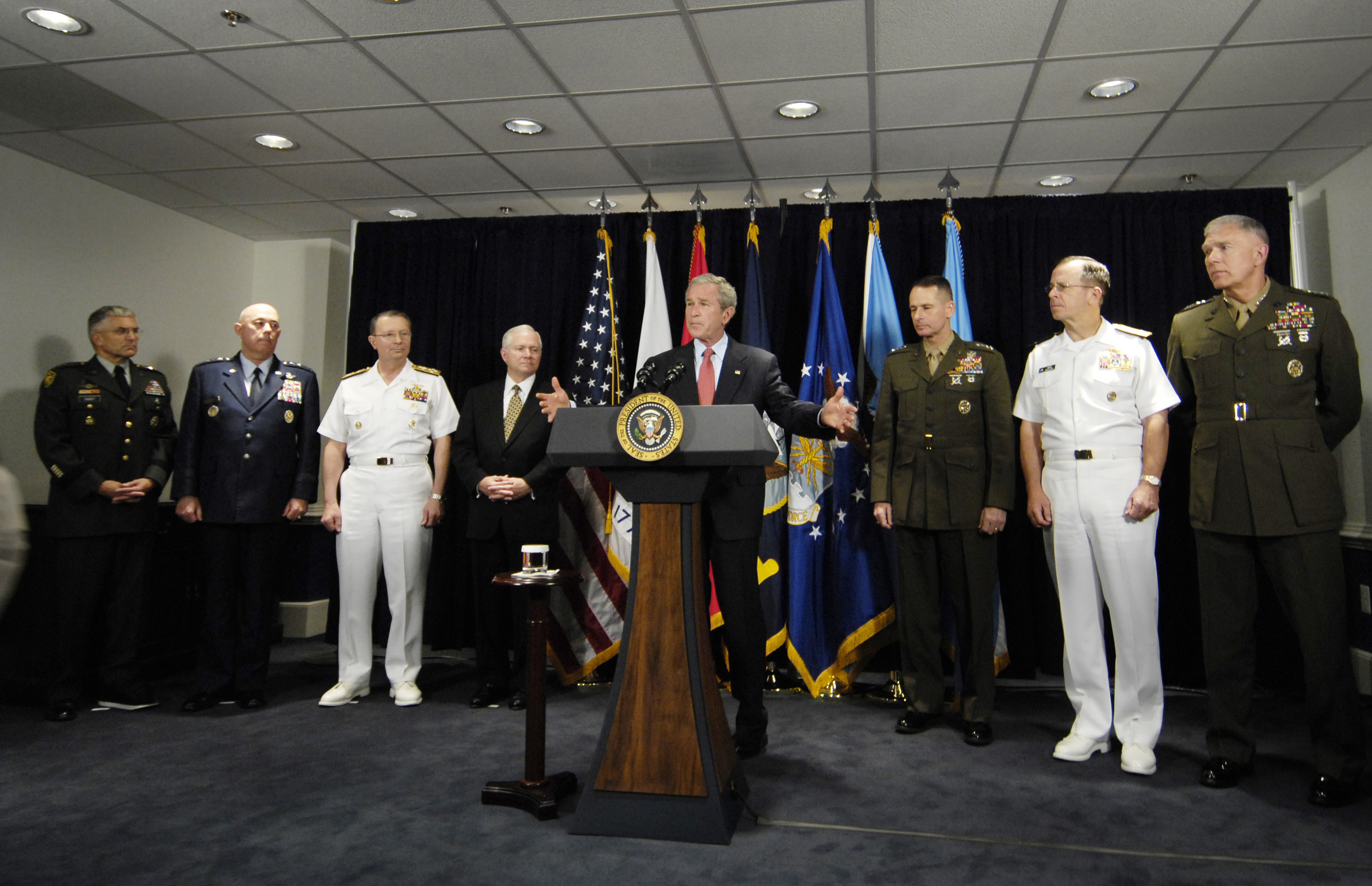
بوش يدلي ببيان للصحفيين حول الحرب في العراق،بعد اجتماع مع كبار القادة العسكريين الأمريكيين في البنتاغون،مايو 2007.

في 13 كانون الأول (ديسمبر) 2006 التقى بوش ونائبه ديك تشيني بأعضاء هيئة الأركان المشتركة «لأكثر من ساعة» لمناقشة الخيارات العسكرية المختلفة للعراق.وفي حين أنه لم يتم طرح «مقترحات دراماتيكية»، تم تقديم «تقييم عملي لما يمكن وما لا يمكن للجيش القيام به».
ولم يؤيدوا «إضافة أعداد كبيرة من القوات إلى العراق» لكنهم رأوا أن «تعزيز الجيش العراقي أمر محوري لتحقيق درجة معينة من الاستقرار».وضغطوا من أجل «جهود أمريكية أكبر لإعادة الإعمار الاقتصادي والمصالحة السياسية».وشددوا على الحاجة إلى «برامج التشغيل وإعادة الإعمار والمصالحة السياسية… [كمفتاح] لسحب الشباب من الميليشيات الناشئة».وقالوا إنه «لا يوجد حل عسكري بحت للعراق» و «بدون إحراز تقدم كبير على الجبهتين السياسية والاقتصادية، فإن التدخل الأمريكي مجرد شراء للوقت».كما حثوا على «أن تكون أي إستراتيجية جديدة حساسة للسياق الإقليمي، لا سيما تأثير القرارات السياسية أو العسكرية».إنهم يخشون من أن تقديم الكثير من الدعم للأغلبية الشيعية قد يدفع الدول السنية في المنطقة إلى زيادة دعم المتمردين السنة، وأن شن حملة على أكبر ميليشيا شيعية في العراق، جيش المهدي، قد يحرض على مزيد من التدخل من قبل إيران.

##### خطة تشياريلي
أفادت التقارير أن الجنرال جورج ويليام كيسي جونيور، القائد الأعلى للقوات الأمريكية في العراق، «يراجع خطة لإعادة تحديد المهمة العسكرية الأمريكية هناك: سيتم سحب القوات الأمريكية من المدن العراقية وتعزيزها في عدد قليل من القواعد الأمريكية أثناء النهار- وسيتم تسليم المهام القتالية اليومية للجيش العراقي».وقيل إنه «لا يزال يفكر فيما إذا كان سيطلب المزيد من القوات، ربما كجزء من مهمة تدريبية موسعة للمساعدة في تعزيز الجيش العراقي».تم وضع هذه الخيارات من قبل قائد القوات البرية الأمريكية المنتهية ولايته، اللفتنانت جنرال.بيتر دبليو تشياريلي.وبموجب خطة تشياريلي، «سينقل الجيش حوالي نصف ألويته القتالية الخمسة عشر بعيدًا عن محاربة المتمردين والعنف الطائفي، وإلى تدريب قوات الأمن العراقية بمجرد ربيع عام 2007....يخدم حوالي 4000 جندي أمريكي الآن في فرق تدريب عسكرية مؤلفة من 11 فردًا مدمجة مع القوات العراقية.ستضيف الخطة الجديدة 30 جنديًا إلى كل فريق، مما يسمح لهم بتوفير الإشراف والتوجيه وصولاً إلى مستوى سرايا الجيش العراقي....الألوية السبعة إلى الثمانية المتبقية من القوات القتالية الأمريكية ستركز على ثلاث مهام أساسية: ضرب القاعدة، وتعزيز الأمن على طول حدود العراق، وحماية الطرق السريعة الرئيسية والطرق الأخرى لضمان حرية حركة القوات الأمريكية في العراق....لن تسمح الخطة بأي تخفيض كبير في القوات الأمريكية في العراق خلال العام المقبل - ولن تدعو إلى أي زيادة في القوات».المتحدث العسكري الرائد.الجنرال.قال وليام كالدويل «في شمال وغرب العراق، يقوم القادة العسكريون الأمريكيون بالفعل بنقل القوات من المهام القتالية لوضعهم كمستشارين مع وحدات الجيش العراقي ذات المستوى الأدنى».
وأعرب رؤساء الدول عن «قلقهم من تآكل قدرة الجيش الأمريكي على التعامل مع أزمات أخرى حول العالم بسبب الالتزام الكبير في العراق والضغط على القوات والمعدات».وأبلغوا بوش أن هناك «مخاطر متزايدة بشكل كبير على الاستعداد في حالة الطوارئ الجديدة».
وفي حديثه للصحفيين بعد ذلك قال بوش «جيشنا لا يمكنه القيام بهذه المهمة بمفرده.جيشنا بحاجة إلى إستراتيجية سياسية فعالة».وشدد على التزامه المستمر بتأمين العراق، قائلا «إذا فقدنا أعصابنا، وإذا لم نثابر على عزمنا على مساعدة الحكومة العراقية على النجاح، فسنسلم العراق لعدو يضرنا».عندما تم الضغط عليه لإعلان طريقه الجديد للمضي قدمًا، قال إنه لن «يتسرع» في اتخاذ قرار ولا يزال يراجع خياراته.

#### 14 ديسمبر التعليقات
في 14 كانون الأول (ديسمبر) 2006، عندما ضغط عليه الصحفيون للحصول على مزيد من المعلومات حول تفكيره بشأن هذه المسألة، قال بوش "إنني أستمع إلى الكثير من النصائح لتطوير إستراتيجية لمساعدتك على النجاح، هناك الكثير من المشاورات.سوف أقدم خططي بعد مداولات طويلة، بعد مداولات مستمرة.لن أتسرع في اتخاذ قرار ".وذكر أنه سمع بعض الأفكار "الشيقة".وقال أيضًا إنه سمع بعض "الأفكار التي من شأنها أن تؤدي إلى الهزيمة...[و] أرفض تلك الأفكار.أفكار مثل المغادرة قبل انتهاء المهمة.افكار مثل عدم مساعدة هذه الحكومة (العراقية) في اتخاذ الخطوات اللازمة والصعبة لتكون قادرة على القيام بعملها ".وقال إنه يريد لوزير الدفاع القادم روبرت جيتس "أن يكون لديه وقت لتقييم الوضع" ويخرج بمقترحاته الخاصة.في نفس اليوم، أصدر الرئيس العراقي جلال طالباني بيانًا مكتوبًا قال فيه إنه تلقى تأكيدات من بوش بأنه "لن يتخذ أي قرارات بشأن استراتيجيته الجديدة في العراق والتي ستكون" ضد مصالحك "...[وتعهده] بالعمل مع رئيس الوزراء.الوزير نوري المالكي عن مساعيه لتنفيذ خطة بغداد الأمنية ".ذكرت شبكة سي إن إن أن "مسؤولي الإدارة يقولون إن بوش" غير راض "عن بعض المعلومات التي حصل عليها و" يطلب من الناس تزويده بمزيد من المعلومات حول الخيارات المختلفة في العراق ".
على الرغم من أنه كان مقررا في الأصل في أواخر عام 2006، إلا أن الإعلان عن «الطريق الجديد إلى الأمام» قد تأخر لمنح الرئيس «مزيدًا من الوقت» لجمع المعلومات.وقال السكرتير الصحفي توني سنو إن الإدارة تأمل في أن يلقي الرئيس الخطاب قبل عيد الميلاد، رغم أنه قال إن التوقيت لم يتم تحديده.[بحاجة لمصدر]

#### دعم الطفرة في معهد أمريكان إنتربرايز
هذه الدراسة التي أجراها معهد أمريكان إنتربرايز، المشار إليها، مُدرجة على أنها نُشرت في 14 كانون الأول (ديسمبر)، وقد أطلق عليها مؤلفها «تقرير مجموعة دراسة العراق الحقيقي». تم تقديم المسودة في 14 ديسمبر من قبل فريدريك كاغان، مؤسسه امریکن انترپرایز، الجنرال جاك كين، وكينيث بولاك.أصدرت مؤسسه امریکن انترپرایز تقريرها النهائي للصحافة في 5 كانون الثاني (يناير) 2007، تحت عنوان «العراق: نقطة تحول (بتقارير من العراق من السناتور جون ماكين وجوزيف ليبرمان)». ذكر وصف الحدث ما يلي:
تدعو الدراسة إلى زيادة كبيرة ومستمرة في القوات الأمريكية لتأمين وحماية المناطق الحساسة في بغداد.وجه السيد كاجان التقرير بالتشاور مع خبراء عسكريين وإقليميين، بما في ذلك الجنرال كين، والقائد السابق للتحالف الأفغاني الفريق ديفيد بارنو، وضباط آخرون شاركوا في العمليات الناجحة لفوج الفرسان المدرع الثالث في تلعفر.تم إصدار نسخة مؤقتة من التقرير في 14 كانون الأول (ديسمبر) 2006.في هذا الحدث، سيقدم السيد كاجان والجنرال كين تقريرهما النهائي، والذي يحدد كيف يمكن للولايات المتحدة أن تفوز في العراق ولماذا يكون النصر هو النتيجة الوحيدة المقبولة.
كما ربط أندرو روس من صحيفة سان فرانسيسكو كرونيكل   إستراتيجية بوش بتقرير مؤسسه امریکن انترپرایز هذا، حيث كتب «بالإضافة إلى تغيير الحرس العسكري والمضي قدمًا في خيار» زيادة القوات «، تتضمن إستراتيجية الرئيس بوش في العراق المزيد من الأموال من أجل إعادة الإعمار وخلق فرص العمل و» الأحزاب السياسية العراقية المعتدلة كوسيلة لبناء تحالف سياسي وسطي لدعم رئيس الوزراء نوري المالكي«، بحسب صحيفة وول ستريت جورنال.هذا النهج الأكثر شمولية - الذي يُقال أنه بعنوان» الطريق الجديد إلى الأمام«- له أصداء من نواح كثيرة،» ورقة مؤسسه امریکن انترپرایز.

## عرض تقديمي

### توقعات ما قبل الكلام
وكان من المتوقع أن يعلن بوش "زيادة" في القوات تقول بعض المصادر إنها قد تصل إلى 20 ألف جندي.وبحسب رويترز،"بينما سيعلن بوش عن إصلاح شامل لسياسته تجاه العراق، بما في ذلك المكونين الاقتصادي والسياسي، حظيت إمكانية زيادة القوات بأكبر قدر من الاهتمام.وعلى الرغم من الانقسام حول هذه القضية، ألمح بوش في الأيام الأخيرة إلى تفضيل زيادة قوة القوات بقوله إنه يريد مساعدة العراقيين على السيطرة على الوضع الأمني هناك.قال بوش يوم الخميس عندما سئل عن زيادة القوات "هناك شيء واحد مؤكد، أريد التأكد من أن المهمة واضحة ومحددة ويمكن إنجازها."  في الواقع، كانت الزيادة التي اقترحها بوش هي 21000 جندي أمريكي،4000 منهم سيكونون من مشاة البحرية التي تركز على محافظة الأنبار بينما سيتم دمج الآخرين في الوحدات العراقية لتوفير الأمن لبغداد.

#### ما قبل الضرب

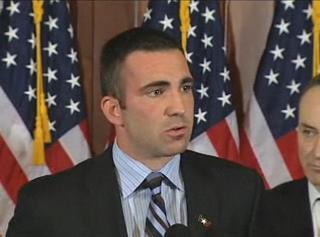
جون سولتز يتحدث في المؤتمر الصحفي للحزب الديمقراطي.

قبل انعقاد المؤتمر الـ 110 في 4 كانون الثاني (يناير)، قال بعض الديمقراطيين إنهم يعتزمون استدعاء وزير الدفاع روبرت جيتس أمام لجنة القوات المسلحة بمجلس الشيوخ «لشرح خطة الرئيس، إن لم يكن محاولة الدفاع عنها» 
قبل إلقاء الخطاب، عقد السناتور الأمريكي جاك ريد، عضو لجنة القوات المسلحة، مؤتمرا صحفيا مع القائد الأعلى السابق لحلف شمال الأطلسي الجنرال ويسلي كلارك وجون سولتز، والسيناتور تشاك شومر (ديمقراطي من نيويورك).ودعت باتي موراي (ديمقراطية - واشنطن) ومعاها بوش «للاستماع إلى نصائح جنرالاته والشعب الأمريكي وتقديم خطة جديدة لتغيير المسار في العراق.» 

### إعلان الخطة

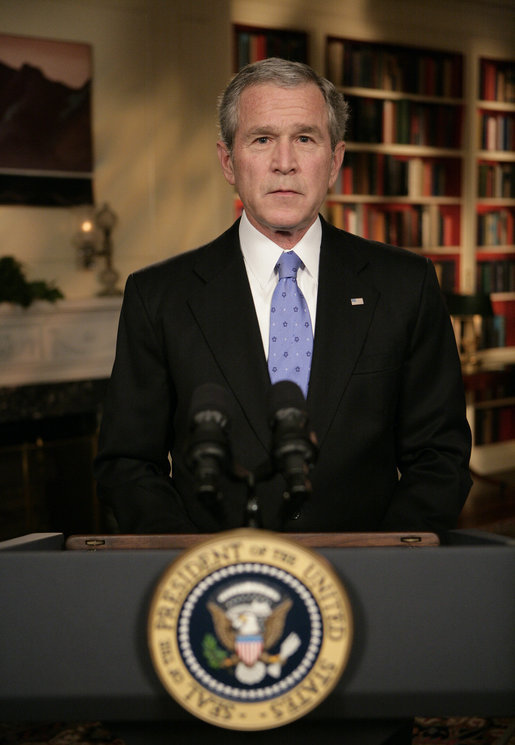
الرئيس جورج دبليو بوش يعلن الاستراتيجية الجديدة بشأن العراق من مكتبة البيت الأبيض،10 يناير 2007.

وقال بوش في خطاب بثه التلفزيون في 10 كانون الثاني / يناير إن «أمريكا ستغير استراتيجيتنا لمساعدة العراقيين على تنفيذ حملتهم لإخماد العنف الطائفي وتحقيق الأمن لشعب بغداد.وهذا يتطلب زيادة مستويات القوات الأمريكية.لذا فقد أرسلت أكثر من 20,000جندي أمريكي إضافي إلى العراق.الغالبية العظمى منهم- خمسة ألوية-سيتم نشرها في بغداد».
في نفس اليوم من الخطاب، أعلنت ايه بي سي نيوز أن تسعين قوات متقدمة من الفرقة 82المحمولة جوا كان قد وصل بالفعل إلى بغداد

### 2007 خطاب حالة الاتحاد
في وقت مبكر من حالة الاتحاد العنوان، أعطى بوش العديد من الخطب الترويجية لبيلو التلفزيون وتلفزيون سنكلير، مما يشير إلى أن الزيادة «يجب أن تعطى فرصة» وتحدى المشرعين الناقدين لتقديم بديل
في ليلة الثلاثاء 23 كانون الثاني / يناير، قال الرئيس هذا عن زيادة القوات في العراق، موضحا هدفها في دعم استمرار الحكومة العراقية في السيطرة:
من أجل إحراز تقدم نحو هذا الهدف، يجب على الحكومة العراقية أن توقف العنف الطائفي في عاصمتها.لكن العراقيين ليسوا مستعدين بعد للقيام بذلك بأنفسهم.لذا فنحن ننشر تعزيزات بأكثر من 20 ألف جندي إضافي ومشاة البحرية في العراق.ستذهب الغالبية العظمى إلى بغداد، حيث سيساعدون القوات العراقية على تطهير وتأمين الأحياء، ويعملون كمستشارين في وحدات الجيش العراقي.مع وجود العراقيين في المقدمة، ستساعد قواتنا في تأمين المدينة من خلال مطاردة الإرهابيين والمتمردين وفرق الموت المتجولة.وفي محافظة الأنبار، حيث تجمع إرهابيو القاعدة وبدأت القوات المحلية في إظهار استعدادهم لمحاربتهم، نرسل 4000 من مشاة البحرية الأمريكية إضافية، مع أوامر بالعثور على الإرهابيين وتطهيرهم.(تصفيق).لم نطرد القاعدة من ملاذهم الآمن في أفغانستان فقط للسماح لهم بإنشاء ملاذ آمن جديد في عراق حر.

## إجابة
وعكس جوهر النقاش الذي أعقب الخطاب «الخلاف الواسع مع إدارة بوش حول الحل المقترح، والشك المتزايد في أن الولايات المتحدة اتخذت القرار الصحيح في شن الحرب في المقام الأول». كانت بعض قضايا الخلاف عبارة عن انقسامات حول مدى استصواب إرسال المزيد من القوات مقابل الانسحاب الكامل، و «القابلية للفوز» في حرب العراق بغض النظر عن زيادة القوات، وتأطير القضية.

### أنصار
ذكرت صحيفة نيويورك تايمز أن حاكم ولاية ماساتشوستس السابق ميت رومني وعمدة مدينة نيويورك السابق رودولف جولياني أيدوا بوش بشأن زيادة القوات. وفعل ماكين الشيء نفسه، قائلاً في 12 كانون الثاني (يناير) إن «وجود قوات تحالف إضافية سيسمح للحكومة العراقية بفعل ما لا تستطيع تحقيقه اليوم بمفردها: فرض حكمها في جميع أنحاء البلاد».

### المعارضين
مباشرة بعد خطاب بوش في  يناير الذي أعلن فيه عن الخطة، دعا السياسيون الديمقراطيون، بمن فيهم تيد كينيدي وهاري ريد ودينيس كوسينيتش، الكونجرس إلى رفض زيادة القوات. وأصدر السناتور ديك دوربين الرد الديمقراطي الذي دعا العراقيين إلى «حل الميليشيات وفرق الموت».في 18 يناير،ذكرت وكالة أنباء شينخوا أن «الطامحين في البيت الأبيض» سينس.هيلاري كلينتون، دنيا الشمالية،باراك أوباما، دي إلينوي،كريس دود، دي-كون.جو بايدن، دي ديل،وسام براونباك، ولاية كانساس، أعربوا جميعًا عن استيائهم في 13 يناير من مسار الأحداث في العراق.
في 17 كانون الثاني (يناير)، أصدرت مووآن‌دات‌ارگ إعلانًا حدد إستراتيجية زيادة عدد القوات بأنها "فكرة ماكين ". ذكرت صحيفة نيويورك تايمز أن المرشح الرئاسي جون إدواردز "اعتاد الإشارة إلى اقتراح الإدارة على أنه" مبدأ ماكين ".
في 18 كانون الثاني (يناير)، نشرت صحيفة لوس أنجلوس تايمز استطلاع بلومبيرج قال إن 60 في المائة من الذين شملهم الاستطلاع يعارضون زيادة القوات، ويريد 51 في المائة من الكونجرس محاولة منع بوش من إرسال المزيد من الجنود، ورفض 65 في المائة طريقة تعامل الرئيس مع الحرب.في غضون ذلك، أفاد استطلاع أجرته شبكة فوكس نيوز أن 59 في المائة مقابل 36 في المائة، يعارض الأمريكيون إرسال المزيد من القوات الأمريكية إلى العراق.

#### الكونجرس
في 16 كانون الثاني (يناير)، شارك الجمهوري تشاك هاجل، والديمقراطي جو بايدن (رئيس لجنة العلاقات الخارجية في مجلس الشيوخ)، والديمقراطي من ميشيغان كارل ليفين (رئيس لجنة القوات المسلحة) في رعاية قرار غير ملزم قال إنه «ليس في المصلحة الوطنية على الولايات المتحدة تعميق تدخلها العسكري في العراق».
وقالت رئيسة مجلس النواب نانسي بيلوسي إن الديمقراطيين في غرفتها سيدعمون قرار غير ملزم "إن إعلان أن قرار الرئيس بوش بإرسال قوات إضافية إلى العراق" ليس في المصلحة الوطنية للولايات المتحدة."واشنطن تايمز وذكرت بيلوسي"أوضحت ازدراءها لاقتراح 'زيادة"منذ ما قبل أن يكشف بوش النقاب عنه الأسبوع الماضي، لكن تصريحاتها الأخيرة"كانت أول إشارة لها إلى اللغة التي تريد أن يوافق عليها مجلس النواب"
بعد ثلاثة أيام من النقاش، في 16 فبراير 2007، أقر مجلس النواب مجلس النواب القرار المتزامن (63) بأغلبية 246 صوتا مقابل 182. وجاء في القرار:
1. سيواصل الكونغرس والشعب الأمريكي دعم وحماية أفراد القوات المسلحة الأمريكية الذين يخدمون أو الذين خدموا بشجاعة وشرف في العراق ؛ و
2. لا يوافق الكونغرس على قرار الرئيس جورج دبليو بوش الذي أعلن في 10 يناير 2007، بنشر أكثر من 20000 جندي قتالي إضافي للولايات المتحدة في العراق.[44]

بعد مرور في مجلس النواب، زعيم الأغلبية في مجلس الشيوخ هاري ريد (د-نيفادا) عقد جلسة السبت غير عادية لمجلس الشيوخ في 17فبراير2007، للنظر في قرار مماثل الصياغة.ومع ذلك، تم طرح الإجراء عندما أ كلوتور فشل الاقتراح في تصويت56-34 (أربعة أصوات أقل من 60صوتا مطلوبا لإنهاء النقاش).
أعلنت بيلوسي أنه على الرغم من معارضة الزيادة، فإنها لن تضغط من أجل منع تمويل الكونغرس لقوات إضافية.
على الرغم من أن السناتور آنذاك هيلاري كلينتون عارضت الزيادة، إلا أنها قالت في وقت لاحق على انفراد إن معارضتها للزيادة كانت لأسباب سياسية داخلية

## التنفيذ

### تغييرات الموظفين
بالتزامن مع الزيادة، نفذت إدارة بوش العديد من التغييرات في الموظفين، على النحو التالي:
- مدير المخابرات الوطنية الأمريكية– جون نيغروبونتي استقال وأصبح نائب وزير الخارجية.[49] الأدميرال المتقاعد جون م.ماكونيل أخذ مكانه.
- القيادة المركزية قائد- البحرية الأدميرال وليام جيه فالون استبدال الجنرال جون أبي زيد كما القيادة المركزية قائد
- قائد القوة المتعددة الجنسيات في العراق– مكافحة التمرد خبير معلومات عامة ديفيد بترايوس استبدال الجنرال جورج كيسي كقائد القوة المتعددة الجنسيات في العراق. نسخة محفوظة July 8, 2007, على موقع واي باك مشين.
- السفير الأمريكي في العراق السفير لدى الأمم المتحدة- أعلن بوش تعيين دبلوماسي أمريكي ريان سي كروكر كما الجديد السفير إلى العراق.زلماي خليل زاد، ثم تم ترشيح سفير الولايات المتحدة في العراق ليحل محل أليخاندرو دانيال وولف كما سفير الولايات المتحدة لدى الأمم المتحدة.تم تأكيد خليل زاد من قبل مجلس الشيوخ، كان الأول مسلم للعمل في هذا المنصب، وكان أعلى مسؤول مسلم أمريكي في الخدمة حكومة الولايات المتحدة.[50]
- مستشار البيت الأبيض– هارييت مايرز تنحى.[51] تم استبدالها من قبل فريد فيلدينغ.

### الوحدات المنشورة
كانت كتائب الجيش الأمريكي الستة الملتزمة بالعراق كجزء من الزيادة
1. اللواء 2،الفرقة 82 المحمولة جوا (المشاة): 3447 جنديا.نشر في بغداد، كانون الثاني / يناير 2007
2. اللواء 4، فرقة المشاة 1 (المشاة): 3447 جنديا.نشر في بغداد، شباط / فبراير 2007
3. اللواء 3، فرقة المشاة 3 (ثقيل): 3784 جنديا.نشر في الجنوب أحزمة بغداد، آذار / مارس 2007
4. اللواء 4، فرقة المشاة 2 (سترايكر): 3921 جنديا.نشر في محافظة ديالى، نيسان / أبريل 2007
5. اللواء 2، فرقة المشاة 3 (ثقيل): 3784 جنديا.نشر في جنوب شرق بغداد، أيار / مايو 2007
6. نشر اللواء 1، فرقة الجبال 10 (الضوء)، أيلول / سبتمبر 2007 في كركوك

وبذلك ارتفع عدد الألوية الأمريكية في العراق من 15 إلى 20.بالإضافة إلى ذلك،4000 مشاة البحرية في الأنبار تم تمديد جولتهم لمدة 7 أشهر.وشملت هذه مشاة البحرية من 15 وحدة المشاة البحرية، 31 وحدة المشاة البحرية، ال 2 كتيبة 4 مشاة البحرية، ال 1 كتيبة 6 مشاة البحرية وال الكتيبة 3,4 مشاة البحرية.تم تمديد معظم أفراد الجيش البالغ عددهم 150.000 جولاتهم التي استمرت 12 شهرا أيضا.بحلول يوليو 2007، كانت النسبة المئوية للجيش المعبأ المنتشر في العراق وأفغانستان حوالي 30 ٪ ؛ كانت النسبة المئوية لسلاح مشاة البحرية المعبأ المنتشر في العراق وأفغانستان 13.5٪.

### العمليات
بدأت الخطة بعملية كبيرة لتأمين بغداد، تحمل الاسم الرمزي عملية فرح القانون (عملية فرض القانون)، التي انطلقت في فبراير 2007.ومع ذلك، فقط في منتصف يونيو 2007، مع النشر الكامل لـ 28000 جندي أمريكي إضافي، يمكن أن تبدأ جهود مكافحة التمرد بشكل كامل.عملية فانتوم ثاندر تم إطلاقه في جميع أنحاء العراق في 16 يونيو، مع عدد من العمليات التابعة التي استهدفت المتمردين في محافظتي ديالى والأنبار وأحزمة جنوب بغداد. كما شاركت القوات الإضافية في عملية فانتوم سترايك وعملية فانتوم فينيكس، سميت على اسم الثالث«فانتوم» فيلق التي كانت الوحدة الأمريكية الرئيسية في العراق طوال عام 2007.

### إستراتيجية مكافحة التمرد

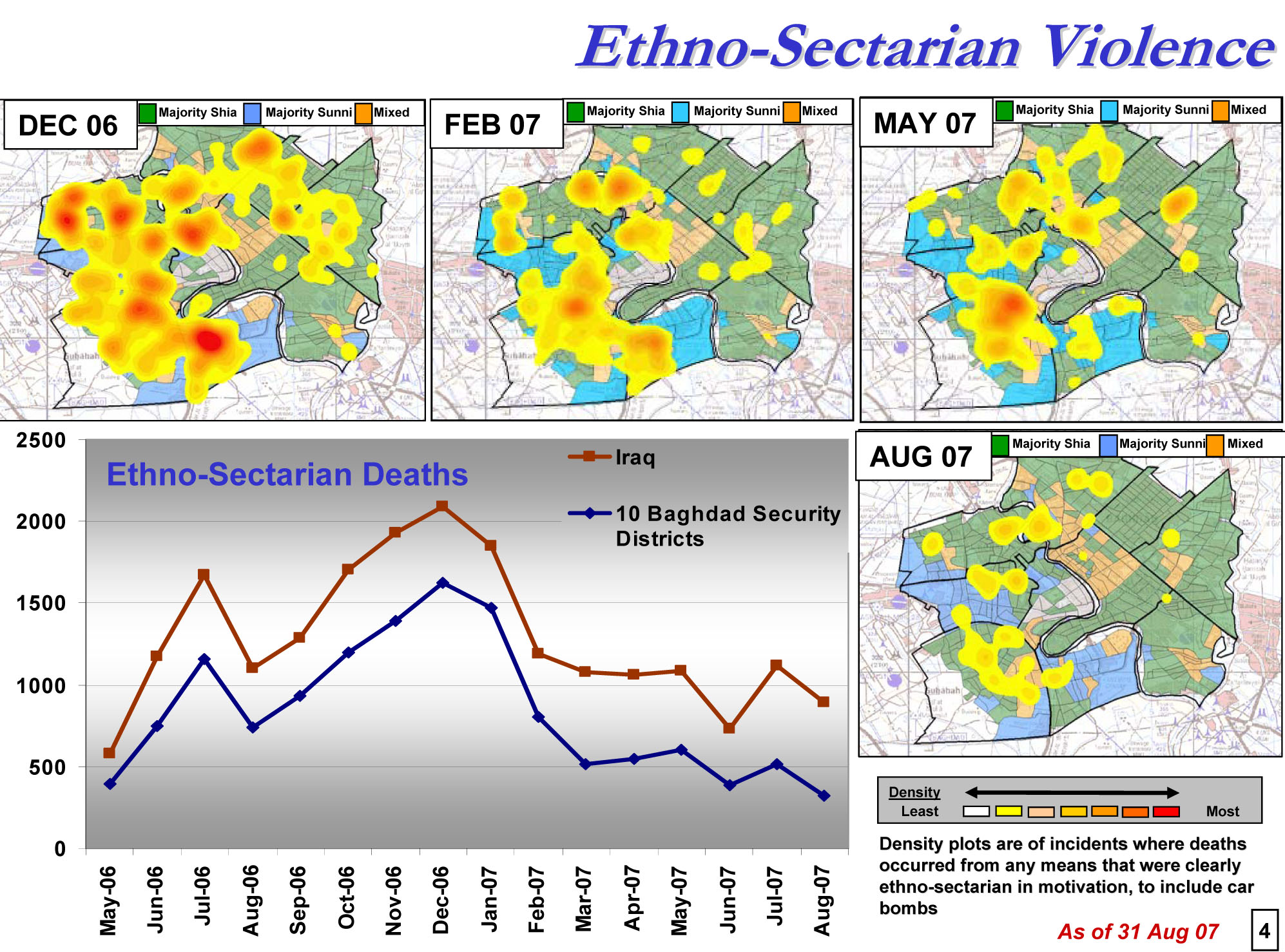
يقاس نجاح استراتيجية مكافحة التمرد بانخفاض العنف العرقي والطائفي.

تغيرت إستراتيجية مكافحة التمرد في العراق بشكل كبير تحت قيادة الجنرال بترايوس منذ بدء زيادة القوات عام 2007. وقد حاول النهج الأحدث كسب قلوب وعقول الشعب العراقي من خلال بناء العلاقات، ومنع الخسائر في صفوف المدنيين، والتراضي مع بعض الأعداء السابقين بل وتوظيفهم.كانت الاستراتيجية الجديدة تتمحور حول السكان من حيث أنها ركزت على حماية السكان بدلا من قتل المتمردين. في تنفيذ هذه الاستراتيجية، استخدم بتريوس الخبرة المكتسبة أثناء قيادته الفرقة 101 المحمولة جوا في الموصل في عام2003.كما شرح هذه الأفكار على نطاق واسع في الدليل الميداني 3-24: مكافحة التمرد،الذي ساعد في كتابة بينما كان يشغل منصب القائد العام لل فورت ليفنوورث، كانساس، ومركز الأسلحة المشتركة للجيش الأمريكي (كاك) تقع هناك.
بدلا من رؤية كل عراقي كعدو محتمل، ركزت إستراتيجية كوين على بناء العلاقات والحصول على التعاون من العراقيين ضدالقاعدة وتقليل عدد الأعداء للقوات الأمريكية.كان الاعتقاد هو أن الحفاظ على وجود طويل الأمد للقوات في المجتمع يحسن الأمن ويسمح للعلاقات والثقة بالتطور بين السكان المحليين والجيش الأمريكي.يتم تقليل الخسائر في صفوف المدنيين عن طريق استخدام القوة المقاسة بعناية.وهذا يعني قصفا أقل وقوة نيران ساحقة، والمزيد من الجنود يستخدمون ضبط النفس وحتى في بعض الأحيان يخاطرون أكثر في هذه العملية.
وهناك طريقة أخرى لكسب التعاون تتمثل في الدفع للسكان المحليين، بمن فيهم المتمردون السابقون، للعمل كقوات أمن محلية.تم التعاقد مع المتمردين السنة السابقين من قبل الجيش الأمريكي لوقف التعاون مع القاعدة والبدء في القتال ضدهم.
لتنفيذ هذه الاستراتيجية، تمركزت القوات في منطقة بغداد (في ذلك الوقت، كانت بغداد تمثل 50 ٪ من إجمالي العنف في العراق).بينما في الماضي، عزلت قوات التحالف نفسها عن العراقيين من خلال العيش بشكل كبير قواعد العمليات الأمامية بعيدا عن المراكز السكانية،وكانت القوات خلال هذه الزيادة تعيش بين العراقيين، وتعمل من مراكز أمنية مشتركة تقع داخل بغداد نفسها وتتقاسم مع قوات الأمن العراقية.تم تعيين وحدات التحالف بشكل دائم في منطقة معينة حتى يتمكنوا من بناء علاقات طويلة الأمد مع السكان العراقيين المحليين وقوات الأمن.
ومع ذلك، فإن المعارضين للاحتلال مثل العقيد في الجيش الأمريكي.ديفيد هـ.هاكورث (متقاعد.وعندما سئل عما إذا كان يعتقد أن الجنود البريطانيين أفضل في بناء الأمة من الأمريكيين، قال: «لقد كانوا جيدين جدا في اصطفاف الناس المحليين للقيام بالمهمة مثل تشغيل المجاري وتشغيل الكهرباء.أفضل بكثير منا - نحن ثقيلون، وفي العراق لا نفهم الناس والثقافة.وبالتالي لم نوظف السكان المحليين على الفور في أنشطة الشرطة والجيش لحملهم على بناء أمتهم واستقرارها.»
مراسل حرب سي إن إن مايكل وير، الذي أفاد من العراق منذ ما قبل الغزو الأمريكي في 2003كان لديه وجهة نظر قاتمة مماثلة للاحتلال قائلا، «سيكون هناك رد فعل مختلط للغاية في العراق» لوجود قوات طويلة الأجل، لكنه أضاف، «ما هي الفائدة وهل يستحق ذلك?» وادعى السيد وير أن الاحتلال يمكن أن «يثير المزيد من الاستياء [تجاه الولايات المتحدة].»

## النتائج

### الحالة الأمنية

وفيات معادية وغير معادية.

في الأشهر القليلة الأولى من الطفرة، ازداد العنف. ومع ذلك، بحلول خريف عام 2007، تحسنت الحالة الأمنية بشكل كبير. انخفض عدد القتلى العسكريين الأمريكيين من ذروة 126 في مايو 2007 إلى 23 في ديسمبر، وخلال الفترة التي أعقبت الزيادة (يونيو 2008 إلى يونيو 2011)، كان المتوسط الشهري أقل من 11.في مايو 2007، قتل أكثر من 1700 مدني عراقي، مقارنة بحوالي 500 في ديسمبر.كان المتوسط من يونيو 2008 إلى يونيو 2011 حوالي 200.

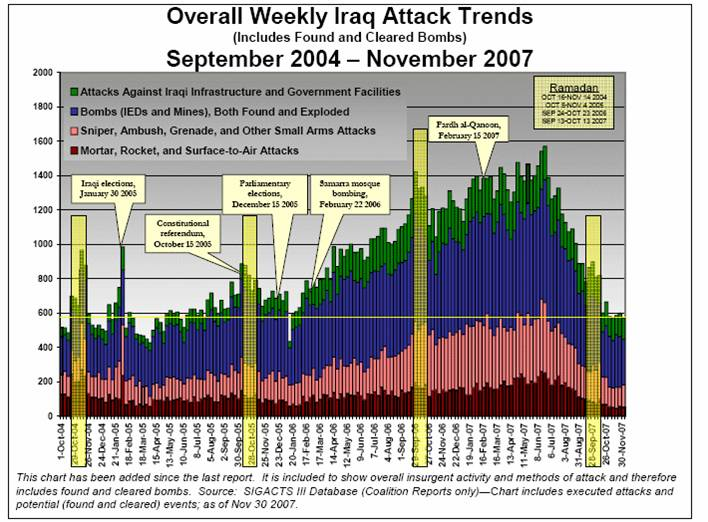
اتجاهات هجوم كبيرة.

في 10 سبتمبر 2007, ديفيد بترايوس سلمت له جزء من تقرير للكونغرس عن الوضع في العراق.وخلص إلى أن «الأهداف العسكرية للزيادة هي، إلى حد كبير، يجري الوفاء بها.» وأشار إلى الانخفاضات المستمرة الأخيرة في الحوادث الأمنية، والتي نسبها إلى الضربات الأخيرة التي تم التعامل معها تنظيم القاعدة في العراق خلال الطفرة.وأضاف: «لقد عطلنا أيضا الميليشيات الشيعية المتطرفة، وأخذنا الرأس والعديد من القادة الآخرين للجماعات الخاصة المدعومة من إيران، إلى جانب أحد كبار عناصر حزب الله اللبناني الذي يدعم أنشطة إيران في العراق.» وقال إن التحالف والعمليات العراقية قللت بشكل كبير من العنف العرقي والطائفي في البلاد، على الرغم من أنه ذكر أن المكاسب لم تكن متساوية تماما.وأوصى بخفض تدريجي للقوات الأمريكية في العراق بهدف الوصول إلى مستويات القوات قبل زيادة القوات بحلول يوليو 2008، وذكر أن المزيد من الانسحاب سيكون «سابقا لأوانه».

العنف الطائفي.

بينما نسب بتريوس الفضل إلى الزيادة في انخفاض العنف، يتوافق الانخفاض أيضا بشكل وثيق مع أمر وقف إطلاق النار الذي أصدره الزعيم السياسي العراقي مقتدى الصدر في 29 أغسطس 2007.ووزع أمر الصدر بالتنحي لمدة ستة أشهر على الموالين له بعد مقتل أكثر من 50 حاجا شيعيا خلال القتال في كربلاء في اليوم السابق.
مايكل إي أوهانلون وجيسون إتش كامبل من معهد بروكينغز صرح في 22 ديسمبر 2007 أن البيئة الأمنية في العراق قد وصلت إلى أفضل مستوياتها منذ أوائل عام 2004 وأشاد باستراتيجية بتريوس للتحسين. سي إن إن ذكر ذلك الشهر أن معدل الوفيات الشهري للقوات الأمريكية في العراق قد وصل إلى ثاني أدنى نقطة له خلال فترة الحرب بأكملها.وعزا الممثلون العسكريون النجاح في الحد من العنف والإصابات مباشرة إلى زيادة عدد القوات.وفي الوقت نفسه، أبلغت وزارة الداخلية العراقية عن تخفيضات مماثلة في وفيات المدنيين.

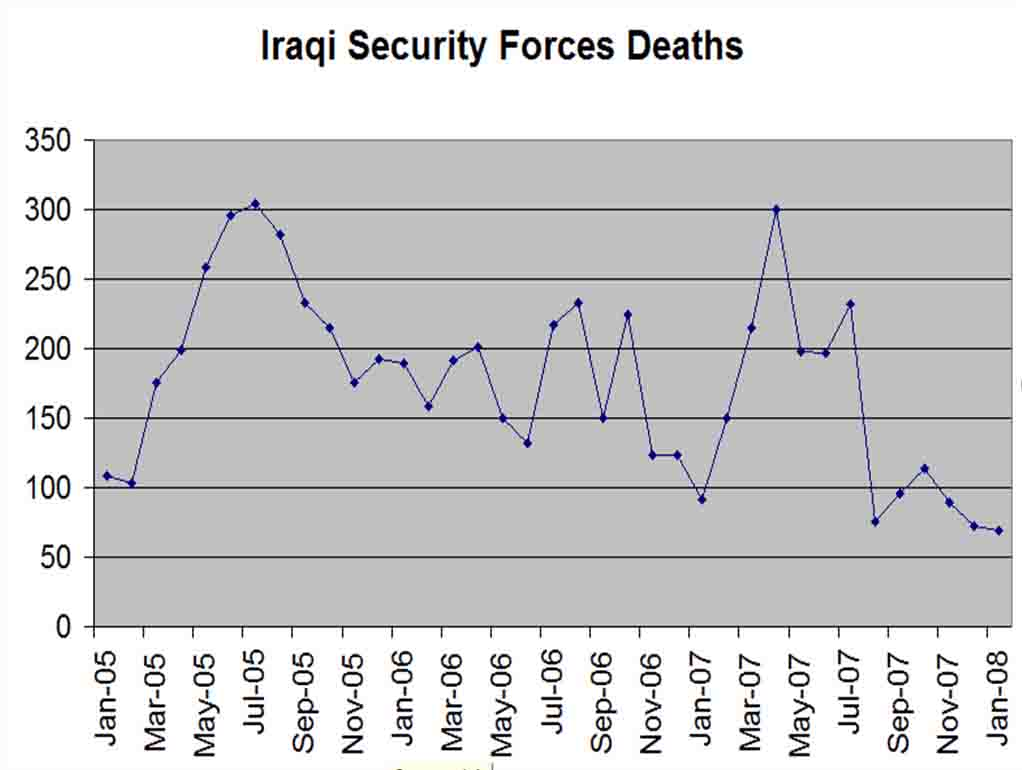
مقتل قوات الأمن العراقية.

ومع ذلك، في 6 سبتمبر 2007، وجد تقرير صادر عن لجنة عسكرية مستقلة برئاسة الجنرال جيمس جونز أن انخفاض العنف ربما كان بسبب اجتياح المناطق من قبل الشيعة أو السنة. وبالإضافة إلى ذلك، أشارت المنظمة الدولية للهجرة ومنظمة الهلال الأحمر العراقي في آب / أغسطس 2007 إلى أن عددا أكبر من العراقيين فروا منذ زيادة القوات.
في 16 فبراير 2008، قال وزير الدفاع العراقي عبد القادر جاسم محمد للصحفيين إن زيادة القوات «تعمل بشكل جيد للغاية» وأن العراق لديه حاجة«ملحة» لبقاء القوات لتأمين الحدود العراقية. وذكر أن «نتائج عام 2007 تثبت أن بغداد جيدة الآن».
في يونيو 2008، ووزارة الدفاع الأمريكية وذكرت أن «الاتجاهات الأمنية والسياسية والاقتصادية في العراق لا تزال إيجابية ؛ ومع ذلك، فإنها لا تزال هشة وعكسها وغير متكافئة.»

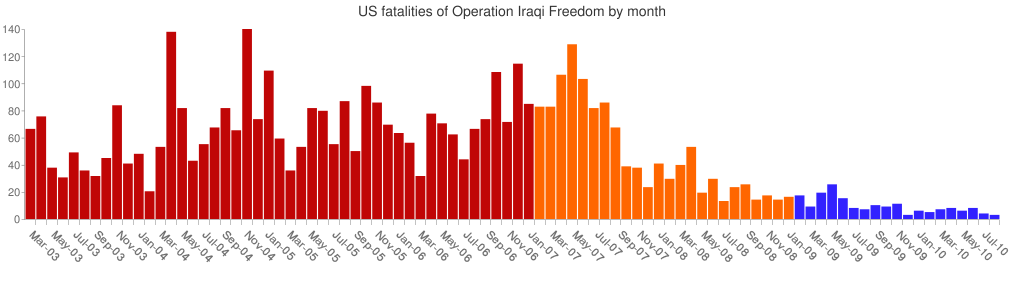
قتلى القوات الأمريكية في العراق حسب الشهر, الأشهر البرتقالية والزرقاء بعد زيادة القوات.

في شهر يوليو 2008، خسرت القوات الأمريكية 13 جنديا فقط، وهو أقل عدد من الضحايا الذين تكبدتهم القوات الأمريكية في شهر واحد منذ غزو العراق في عام 2003.كما ذكر تقرير صادر عن السفارة الأمريكية في بغداد، قدم إلى الكونغرس في مايو 2008، ونشر في 1 يوليو، أن الحكومة العراقية قد استوفت 15 من المعايير السياسية الـ 18 المحددة لها.
سمحت الزيادة للقوات بمزيد من السيطرة على المناطق الحضرية التي كان يسيطر عليها المتمردون سابقا مما سمح بتباطؤ القتال بشكل عام

### النظام السياسي والاقتصاد
الولايات المتحدة مكتب المساءلة الحكومية (غاو) ذكرت في 2سبتمبر2007 أن الحكومة العراقية قد اجتمع فقط ثلاثة من ثمانية عشر المعايير التي أنشأتها الكونغرس الأمريكي في يونيو2006.تقريران حكوميان آخران يقيسان التقدم المحرز في العراق،تقدير الاستخبارات الوطنية و تقييم لجنة مستقلة بواسطة جنرال متقاعد جيمس ل.جونز، تم نشرها من أجل الكونغرس في خريف عام2007. الولايات المتحدة الأمريكية اليوم مقارنة النتائج. صحيفة نيويورك تايمز كما فعلت ذلك. آخر غاو وذكر التقرير أن الحكومة العراقية لم يستوف 11من 18مقياسا معياريا اعتبارا من 30أغسطس2007. في سبتمبر14, أ البيت الأبيض وأفادت الدراسة الاستقصائية عن إحراز تقدم «مرض» في 9من النقاط المرجعية الـ18.
ليونيل بينر نسخة محفوظة 2008-02-21 على موقع واي باك مشين. من غير حزبي مجلس العلاقات الخارجية وقد وصفت المعايير بأنها «غامضة لأن مقاييس قياسها غير دقيقة.» صحيفة نيويورك تايمز وصرح في 13مايو/أيار أنه «لا أحد في واشنطن يبدو أنه يتفق على ما يعنيه التقدم في الواقع-أو كيف يمكن قياسه بدقة.» معلومات عامة ديفيد بترايوس، قائد القوة المتعددة الجنسيات في العراق وقد ذكر أن توصياته بشأن قوام القوات لا تعتمد على قدرة الحكومة العراقية على الوفاء بالمعايير
في 2ديسمبر2007، العربي السني جبهة التوافق العراقية طالبوا بإنهاء مقاطعتهم للبرلمان العراقي. في 20يناير2008، أقر البرلمان العراقي قانونا للسماح لأعضاء حزب البعث بالعودة إلى الحياة العامة، وهو معيار رئيسي للكونغرس الأمريكي لنجاح الحكومة العراقية. ذلك الشهر، ال صندوق النقد الدولي وذكر (صندوق النقد الدولي) أن اقتصاد العراق سيتوسع بشكل كبير عن أدنى مستوياته في العام السابق.وقال محسن خان، مدير صندوق النقد الدولي للشرق الأوسط، إن من المتوقع أن يرتفع إنتاج النفط العراقي بحلول 200,000 برميل لكل يوم (32,000 م3/ي) إلى 2.2 مليون برميل لكل يوم (350,000 م3/ي) في عام2008.كما أفاد صندوق النقد الدولي أنه من المتوقع أن يقفز نمو الناتج المحلي الإجمالي للعراق بشكل كبير إلى أكثر من 7في المائة، في عامي 2008و2009، من 1.3 في المائة فقط في عام2007
في 22ديسمبر2007, مايكل إي أوهانلون وجيسون إتش كامبل من معهد بروكينغز ووصف اقتصاد العراق ونظامه السياسي بأنه «أفضل بشكل هامشي مما كان عليه قبل عام».وقدم المبعوث إلى العراق تقريرا عن الحوار بين الطائفتين السنية والشيعية وأشاد بعمل الحكومة في أواخر عام2007.المبعوث، ستافان دي ميستورا وقال إنه سيقدم صورة إيجابية عن التقدم في العراق في تقرير لمجلس الأمن الدولي على الرغم من الشكوك الخطيرة السابقة.قال: «في بداية[2007]...لقد شعرنا بقلق حقيقي إزاء عدم إحراز تقدم في الحوار الوطني، الذي تغير اليوم تغيرا كبيرا.لقد غيرت رأينا من القلق أو التشاؤم.» وقال إن تقرير الأمم المتحدة«سيثني» على الحكومة العراقية لعملها في تعزيز المصالحة.
في كانون الثاني/يناير2008, مجلس العلاقات الخارجية زميل مايكل إي أوهانلون وذكر أنه «بشكل عام، ربما يستحق النظام السياسي العراقي درجة تقريبية لأدائه خلال الأشهر الـ 12 الماضية.» وذكر أيضا أن «وتيرة التقدم آخذة في الارتفاع أخيرا.»
في 13 فبراير 2008، أقر البرلمان العراقي ثلاثة تشريعات اعتبرت مثيرة للجدل.كانت الإجراءات الثلاثة هي قانون العفو، وهو قانون يحدد نطاق سلطات المقاطعات، وميزانية عام 2008.كان قانون العفو أحد المعايير التي وضعها بوش.يتضمن قانون سلطات المقاطعات حكما لانتخابات المقاطعات، وهو معيار رئيسي آخر.ويجب أن تمهد الميزانية الطريق لخلق ما يصل إلى 700000 وظيفة جديدة للعراقيين.
الولايات المتحدة الأمريكية اليوم صرح في17فبراير2008أن السفير الأمريكي في العراق ريان كروكر «قد يكون من الصعب القول بأن العراقيين قد استوفوا المعايير السياسية التي سعى إليها الكونغرس» ومقارنة التقدم السياسي مع التقدم العسكري الأخير

### تفسير النتائج
ما إذا كانت الزيادة قد أدت إلى تحسن الأمن العراقي، أو عوامل أخرى تسببت فيه، أمر محل نزاع من قبل البعض.مجلس العلاقات الخارجية زميل نوح فيلدمان وقد لاحظ ذلك:
يمكن طرح هذه الأسئلة ببعض الدقة.لقد بدأوا بمسألة كيفية تفسير الانخفاض النسبي في العنف منذ بدء زيادة عدد القوات الأمريكية منذ ما يقرب من عام.هل يظهر الانخفاض أن المزيد من القوات على الأرض كان ضروريًا لفرض سيطرة فعالة على الأراضي وإقناع المتمردين بالتراجع؟ أم أن انخفاض العنف هو علامة على أن احتمال الانسحاب الوشيك للولايات المتحدة قد جعل العراقيين أكثر ترددًا في إشعال حرب أهلية لن تنقذهم الولايات المتحدة منها؟ مهما كانت الإجابة، فإن العواقب العملية ضخمة: إما أن نحافظ على استقرار مستويات القوات نسبيًا، أو بالتراجع ببطء بينما نعزز الاستقرار المتزايد، أو نسرع الانسحاب للتأكيد على جديتنا بشأن المغادرة.

#### الدعم
وقد ذكر كل من منتقدي الطفرة والخدمات الإخبارية المستقلة أن الحكمة التقليدية في ال وسائل الإعلام الأمريكية هو أن الطفرة 'عملت'. وقد اعترف العديد من القادة السياسيين الديمقراطيين بنفس الشيء.
في يونيو 2008، المراسلون على الطبعة المتأخرة مع وولف بليتزر وذكر أن «قلة من الناس قد يجادلون حول نجاح ما يسمى بالزيادة في العراق». الوقت وذكر أن «الطفرة هي نجاح هش ومحدود، وهي عملية ساعدت على استقرار العاصمة والمناطق المحيطة بها.» صحيفة نيويورك تايمز وقد ذكر أن «الزيادة، بوضوح، عملت، على الأقل في الوقت الراهن....والنتيجة، التي تظهر الآن في الشوارع، هي هدوء لا مثيل له في البلاد منذ الغزو الأمريكي».
بيتر منصور، عام بترايوسالمسؤول التنفيذي ومؤلف كتاب بغداد عند شروق الشمس: حرب قائد لواء في العراق، ورد في أغسطس 2008 واشنطن بوست افتتاحية أن «حرب العراق لم تنته، ولكن جهودنا الحربية على أساس أكثر حزما...لقد خلقت هذه الزيادة مساحة وزمنا للمنافسة على السلطة والموارد في العراق للعب في المجال السياسي، بالكلمات بدلا من القنابل.» مدون ومراسل مستقل مايكل يون وقد اقترح، الذي كان جزءا من القوات في العراق لسنوات، إستراتيجية زيادة القوات قبل أن يتم إضفاء الطابع الرسمي عليها.في كتابه، لحظة الحقيقة في العراق، جادل يون بأن بتريوس حول الهزيمة إلى انتصار في العراق وأن الزيادة قد نجحت.في يوليو 2008، صرح يون في نيويورك ديلي نيوز افتتاحية أن «الحرب في العراق قد انتهت...فاز الشعب العراقي.»
مؤرخ لاري شويكارت جادل في كتابه انتصارات أمريكا: لماذا تفوز الولايات المتحدة بالحروب، أن نجاح الطفرة، جزئيا، جاء من الخسائر المذهلة التي ألحقها الجيش الأمريكي بتنظيم القاعدة في العراق وعلى «المتمردين» من 2003 إلى 2006-قتل حوالي 40.000، وجرح حوالي 200.000، وأسير 20.000، وهجر ما يقرب من 10.000.وقد ذكر أن مستويات الاستنزاف هذه على عدو يقدر حجمه تنظيم القاعدة كانت كبيرة ومدمرة للغاية، ليس فقط لجهود الإرهابيين في العراق، ولكن كان لها تأثير على استنزافها في جميع أنحاء العالم.علاوة على ذلك، جادل شويكارت بأن جميع تقديرات ضحايا العدو تقريبا كانت أقل من اللازم (وكذلك جميع أعداد ضحايا حرب العصابات) نظرا لعدم القدرة على تحديد الجثث التي تم القضاء عليها بالكامل بالمتفجرات أو عد الجثث التي تم جرها بعيدا، وكذلك عدد القتلى في وقت لاحق بعد محاولة العلاج الطبي من قبل متعاطفين آخرين مع القاعدة.
في 11 سبتمبر 2014، عضو مجلس الشيوخ جون ماكين جادل على سي إن إنمن في هذه الساعة أن الطفرة كانت انتصارا، وأنها حققت هدف توفير قدر كبير من الأمن والاستقرار للحكومة العراقية، وأن انسحاب القوات بعد الطفرة أدى إلى تزايد العمليات الإرهابية وظهور داعش في العراق.قال ماكين :«لقد فزنا، بفضل الزيادة.وقد فاز عليه.كان النصر هناك.كل ما نحتاجه هو قوة وراء لتقديم الدعم، وليس للمشاركة في القتال، ولكن لتوفير الدعم والخدمات اللوجستية والاستخبارات.وبالمناسبة، الحرب الكورية تركنا القوات وراءنا ؛ البوسنة، تركنا القوات وراءنا، ليس للقتال، ولكن من أجل قوة استقرار.»

#### المعارضة
صحافي باتريك كوكبيرن وقد ذكر أن الحد من العنف كان نتيجة مباشرة ل التطهير العرقي من قبل الحكومة العراقية التي يقودها الشيعة والميليشيات الشيعية ضد السنة. وقد صرح بأن «المعركة من أجل بغداد في 2006-07 فاز بها الشيعة، الذين يسيطرون الآن على ثلاثة أرباع العاصمة.هذه التغيرات الديموغرافية تبدو دائمة ؛ السنة الذين يحاولون استعادة منازلهم يواجهون الاغتيال.»جامعة كاليفورنيا أستاذ الجغرافيا جون أجنيو نشرت دراسة في منتصف سبتمبر 2008 تفيد بأن العنف قد انخفض في بغداد «بسبب العنف الطائفي الذي وصل إلى ذروته مع بداية الطفرة»، قالت إنه «مع إطلاق الطفرة، كان العديد من أهداف الصراع إما قتلوا أو فروا من البلاد، وأطفأوا الأنوار عندما غادروا.»
واشنطن بوست المراسل بوب وودوارد أجرى مقابلات مع مصادر حكومية أمريكية قالت إن «الزيادة» الأمريكية لم تكن السبب الرئيسي لانخفاض العنف في 2007-2008.بدلا من ذلك، وفقا لرأيه، كان الحد من العنف بسبب التقنيات السرية الجديدة من قبل مسؤولي الجيش والاستخبارات الأمريكية للعثور على المتمردين واستهدافهم وقتلهم.
بعض، مثل ذلك الحين رئيس مجلس النواب نانسي بيلوسي، وقد الفضل في الحكومة الإيرانية كل أو جزء من الحد من العنف.ذكرت بيلوسي في مايو 2008 أن «بعض نجاح الزيادة هو أن النوايا الحسنة للإيرانيين-قرروا في البصرة متى سينتهي القتال، تفاوضوا على وقف الأعمال العدائية-الإيرانيون.» وذكر كوكبرن أيضا أن الإيرانيين لعبوا الدور الرئيسي.
وأشار معلقون آخرون إلى الصحوة السنية (التي بدأت في عام 2005) كأهم سبب لانخفاض العنف العراقي.ديفيد كيلكولين، الجنرال بتريوس مكافحة التمرد ويعتقد مستشار زيادة القوات أن «التمرد العشائري كان أهم تغيير في بيئة العمل العراقية منذ عدة سنوات.»
يذكر أحد المقالات أن «الوجود الأمريكي المهيمن في العراق يسمح حاليا لبقية العالم بتجنب المسؤولية عن الاستقرار في العراق وحوله حتى مع إدراك الجميع للمخاطر التي ينطوي عليها».بالإضافة إلى ذلك، فإن «خطة سحب القوات الأمريكية ستساهم بالتالي في نجاح إستراتيجية دبلوماسية أكبر، مما يدفع دول الشرق الأوسط والحكومات الأوروبية والأمم المتحدة إلى أن تكون أكثر بناءة واستباقية في العمل لإنقاذ الاستقرار في الخليج الفارسي»
في 20أبريل2007، بعد أربعة أشهر من دخول الزيادة حيز التنفيذ، عضو مجلس الشيوخ هاري ريد أدلى ببيان على أرضية مجلس الشيوخ الأمريكي أن الولايات المتحدة قد خسرت بالفعل الحرب في العراق وأن الزيادة لن تحقق شيئا، قائلة «أعتقد نفسي أن وزير الخارجية ووزير الدفاع–وعليك أن تتخذ قراراتك الخاصة فيما يتعلق بما يعرفه الرئيس– (تعرف) أن هذه الحرب قد خسرت وأن الزيادة لا تحقق أي شيء كما يتضح من العنف الشديد في العراق أمس.»
يعتقد الديمقراطيون في الكونجرس أنه تم إحراز تقدم عسكري في العراق، لكن التقدم السياسي الذي قدمه الرئيس بوش كسبب رئيسي للزيادة لم يحدث. استمروا في الدعوة إلى انسحاب القوات الأمريكية. في شباط / فبراير 2008, رئيس مجلس النواب نانسي بيلوسي وقال للصحفيين «يعلم الله أنه في أي وقت يخوض فيه رجالنا ونسائنا العسكريون مناورات عسكرية، نريدهم أن ينجحوا، وقد فعلوا ذلك.السياسة لم تتبع.حتى يتمكنوا من رسم أي صورة يريدون عليها ؛ لم يتحقق الهدف.المآسي، تستمر الخسائر.نحن نسير في الاتجاه الخاطئ في العراق.» المرشحة الرئاسية هيلاري كلينتون، بعد أن صوتت بالفعل لدعم بتريوس، ذكرت الآن فوكس نيوز الأحد في ذلك الشهر «تم تصميم ما يسمى بالزيادة لإعطاء الحكومة العراقية المكان والوقت لاتخاذ القرارات الصعبة التي لا يمكن إلا للعراقيين اتخاذها لأنفسهم....وأعتقد أن طرح هدف واضح للغاية وهو البدء في سحب قواتنا هو أفضل طريقة لحمل العراقيين على تحمل المسؤولية.»

#### الرأي العام
في أوائل فبراير2008 استطلاع غالوب وجد أن43٪ من الأمريكيين يعتقدون أن زيادة القوات «تجعل الوضع هناك أفضل».سي إن إن وأظهر استطلاع للرأي أجري خلال الفترة نفسها أن52% يعتقدون أن القوات الأمريكية «تحرز تقدما في تحسين الأوضاع في العراق ووضع حد للعنف في ذلك البلد» في حين أن 45%لايوافقون على ذلك.استطلاع للرأي صدر عن مركز بيو للأبحاث في نفس اليوم وجد أن 48٪ من الذين شملهم الاستطلاع يعتقدون أن الحرب تسير على ما يرام، ارتفاعا من 30٪ في العام السابق، مع عدد مماثل يدعم إبقاء القوات في العراق «حتى يستقر الوضع».لا تزال الأغلبية تعتقد أن الحرب قرار خاطئ في المقام الأول.تعليق على الاستطلاع من قبل الإذاعة الوطنية العامة وصفت بعض نتائجها بأنها «علامة على أن زيادة القوات ينظر إليها على أنها ناجحة.»ومع ذلك، فإن مؤسسة أبحاث الرأي وجد الاستطلاع الذي أجري في يونيو 2008 أن 68٪من الأمريكيين كانوا يعارضون الحرب في العراق وأن 64٪من الأمريكيين أرادوا رؤية الرئيس القادم يزيل معظم القوات من العراق في غضون بضعة أشهر من توليه منصبه.صيف 2008 سي بي اس نيوز وجد الاستطلاع أن 46٪يعتقدون أنه حسن الوضع في العراق بينما يعتقد11٪ أنه زاد الأمر سوءا و 32٪يعتقدون أنه ليس له أي تأثير.
وجد استطلاع للرأي أجراه العراق في مارس2008 أن 42٪من العراقيين وصفوا الهجمات على القوات الأمريكية بأنها مقبولة وأن 4٪فقط من العراقيين يعتقدون أن القوات الأمريكية هي المسؤولة عن انخفاض العنف.كما وجد الاستطلاع أن 61٪يعتقدون أن وجود القوات الأمريكية في العراق يؤدي في الواقع إلى تفاقم الوضع الأمني. في يوليو 2008، سعى رئيس الوزراء العراقي نوري المالكي ومستشار الأمن القومي العراقي موفق الربيعي إلى وضع جدول زمني لانسحاب القوات الأجنبية.
أجرى استطلاع للرأي أجرته سي إن إن / مؤسسة أبحاث الرأي في الفترة من 1 إلى 2 سبتمبر 2010، أعاد النظر في هذا السؤال «كما تعلمون، الولايات المتحدة.أرسلت 20,000 جندي مقاتل إلى العراق في عام 2007 في ما كان يسمى زيادة.بناء على ما كنت قد قرأت أو سمعت، هل تعتقد أن زيادة القوات الأمريكية إلى العراق كان نجاحا أو فشلا?» أجاب 60 ٪ على أنه نجاح، وفشل 33٪ و 7٪ يعتمد أو غير متأكد.